# Prunus integrifolia
Prunus integrifolia är en rosväxtart som först beskrevs av Karel Presl, och fick sitt nu gällande namn av Walpers. Prunus integrifolia ingår i släktet prunusar, och familjen rosväxter. Inga underarter finns listade i Catalogue of Life.